# Променева артерія
Променева артерія (лат. arteria radialis) — судина великого кола кровообігу, яка виходить із плечової артерії і розташована поверхнево в променевій борозні передпліччя між двома м'язами m.brachioradialis і m. flexor carpi radialis.

## Загальні відомості
У нижній третині передпліччя між сухожилками цих м'язів, де артерія найближче підходить до кістки і де вона вкрита лише фасціями, легко промацується її пульсація. Це місце на зап'ястку часто використовують для вимірювання ЧСС.

## Гілки променевої артерії
- променева поворотна артерія (arteria recurrens radialis) піднімається догори й лягає в передню бічну ліктьову борозну;
- численні м'язові гілки;
- долонна зап'ясткова гілка, яка бере участь в утворенні долонної сітки зап'ястка; поверхнева долонна гілка, що утворює разом з ліктьовою артерією поверхневу долонну дугу (arcus palmaris superficialis);
- тильна зап'ясткова гілка відходить від променевої артерії в ділянці «анатомічної табакерки» та з однойменною гілкою ліктьової артерії утворює тильну сітку зап'ястка (rete carpi dorsale);
- головна артерія великого пальця (arteria princeps pollicis) відходить від променевої артерії після її виходу з міжзап'ясткового проміжку й постачає кров'ю І палець;
- променева артерія вказівного пальця (arteria radialis indicis), що несе кров до променевої поверхні II пальця.